# Liste der Kulturdenkmäler in Großkarlbach
In der Liste der Kulturdenkmäler in Großkarlbach sind alle Kulturdenkmäler der rheinland-pfälzischen Ortsgemeinde Großkarlbach aufgeführt. Grundlage ist die Denkmalliste des Landes Rheinland-Pfalz (Stand: 19. Dezember 2024).

## Denkmalzonen
| Bezeichnung          | Lage | Baujahr                | Beschreibung | Bild            |
| -------------------- | --- | ---------------------- | --- | --------------- |
| Denkmalzone Ortskern | Brenngasse, Gänseeck, Hauptstraße, Kändelgasse, Kreuzweg, Lauergasse, Simonsgasse, Sperbergasse, Traminerpfad, Zum Weinberg Lage | ab dem 16. Jahrhundert | Ausdehnung des pfälzischen Winzerdorfes innerhalb seiner mittelalterlichen Befestigung mit Graben einschließlich Eckbach und Dorfmühle, protestantischer und katholischer Kirche und der östliche Erweiterung des frühen 19. Jahrhunderts; geschlossene Bebauung, Entwicklung des Winzerhauses vom 16. bis 19. Jahrhundert ablesbar | Fotos hochladen |
| Denkmalzone Friedhof | Friedhofweg Lage | ab dem 18. Jahrhundert | vollständig von einer Bruchstein- und Quadermauer umgeben, klassizistisches Eingangstor und ein rundbogiges Eingangstor bezeichnet 1910; zahlreiche Grabmäler des 18. und 19. Jahrhunderts | BW              |

## Einzeldenkmäler
| Bezeichnung                       | Lage                           | Baujahr                                | Beschreibung | Bild                           |
| --------------------------------- | ------------------------------ | -------------------------------------- | --- | ------------------------------ |
| Kellerpforte                      | Brenngasse, an Nr. 4 Lage      | 1557                                   | Kellerpforte, bezeichnet 1557 | BW                             |
| Hoftor                            | Brenngasse, an Nr. 5 Lage      | 1797                                   | Hoftor, Sturzbalken bezeichnet 1797 | BW                             |
| Kellerpforte und Türen            | Brenngasse, zu Nr. 8 Lage      | 1616                                   | Kellerpforte in der Scheune, bezeichnet 1616, zweiteilige Holztür 18. Jahrhundert; Stalltür bezeichnet 1719 | BW                             |
| Pforte                            | Brenngasse, neben Nr. 8 Lage   | spätes 16. oder frühes 17. Jahrhundert | Pforte, reicher Renaissancebogen, spätes 16. oder frühes 17. Jahrhundert | BW                             |
| Hoftor und Spolien                | Gänseeck, zu Nr. 1 Lage        | ab 1557                                | Hoftor bezeichnet 1701 (?); in der Gartenmauer Spolien: Keilsteine, bezeichnet 1557 | BW                             |
| Torpfeiler                        | Gänseeck, an Nr. 4 Lage        | 1604                                   | Torpfeiler; bezeichnet 1604 | BW                             |
| Bahnhof                           | Hauptstraße 14 Lage            | 1890                                   | späthistoristischer Backsteinbau, Neurenaissance, 1890 | weitere Bilder Fotos hochladen |
| Schul- und Gemeindehaus           | Hauptstraße 19 Lage            | 1884                                   | stattlicher Walmdachbau, spätklassizistische und Neurenaissancemotive, 1884 | BW                             |
| Weingut                           | Hauptstraße 23 Lage            | 1848                                   | Weingut, stattliche Hofanlage, bezeichnet 1848; zweieinhalbgeschossiger spätklassizistischer villenartiger Walmdachbau | BW                             |
| Wegekreuz                         | Hauptstraße, bei Nr. 25 Lage   | 18. oder frühes 19. Jahrhundert        | Wegekreuz, 18. oder frühes 19. Jahrhundert | BW                             |
| Weingut Lingenfelder              | Hauptstraße 27 Lage            | 1835–37                                | Weingut, repräsentative Hofanlage, 1835–37; klassizistisches Wohnhaus, stattlicher Wirtschaftsbau, ehemaliges Kelterhaus bezeichnet 1765, Holzschuppen 1843 | BW                             |
| Hofanlage                         | Hauptstraße 29 Lage            | erste Hälfte des 19. Jahrhunderts      | Winzerhof, geräumige Hofanlage, erste Hälfte des 19. Jahrhunderts; Torhausbau mit Krüppelwalmdach, bezeichnet 1822, kreuzgewölbter Stall über Säulen bezeichnet 1823, ehemaliges Kelterhaus nach 1845 | BW                             |
| Wohnhaus                          | Hauptstraße 30 Lage            | erste Hälfte des 18. Jahrhunderts      | spätbarockes Torhaus, teilweise Sichtfachwerk, erste Hälfte des 18. Jahrhunderts | BW                             |
| Hofanlage                         | Hauptstraße 32 Lage            | 18. Jahrhundert                        | Winzerhof, Hofanlage, 18. Jahrhundert; barocker Krüppelwalmdachbau, teilweise Fachwerk; Hoftor 16. oder 17. Jahrhundert | BW                             |
| Hofanlage                         | Hauptstraße 36 Lage            | 1739                                   | Winzerhof, Krüppelwalmdachbau, teilweise Fachwerk, bezeichnet 1739, Kellerabgang bezeichnet 1[5]83, eineinhalbgeschossiger Vorbehalt 19. Jahrhundert, Wirtschaftsbauten 1896/97 erneuert; straßen- und platzbildprägend | BW                             |
| Protestantische Pfarrkirche       | Hauptstraße 38 Lage            | zweite Hälfte des 13. Jahrhunderts     | Bruchstein-Chorturm, zweite Hälfte des 13. Jahrhunderts, Saalbau 1609/10; bauzeitliche Ausmalung, barocke Ausstattung; außen: gusseiserne Totengedenktafel 1870/71 von 1880 | weitere Bilder Fotos hochladen |
| Kriegerdenkmal                    | Hauptstraße, vor Nr. 38 Lage   | 1933                                   | Kriegerdenkmal 1914/18 und 1939/45 von 1933, 1957 erweitert | Fotos hochladen                |
| Hofanlage                         | Hauptstraße 41 Lage            | frühes 19. Jahrhundert                 | Winzerhof, ausgedehnte Anlage, frühes 19. Jahrhundert; klassizistischer Krüppelwalmdachbau mit älteren Teilen; zweischiffiger Keller, eventuell aus dem 16. oder 17. Jahrhundert, unter einer Scheune, bezeichnet 1818; im Garten stattliches Kelterhaus, bezeichnet 1815, mit überdachtem Kellerhals | BW                             |
| Wohnhaus                          | Hauptstraße 42 Lage            | 1818                                   | straßenbildprägender Torhausbau, bezeichnet 1818; im Hoftor Spolie, bezeichnet 1611 | BW                             |
| Wohnhaus                          | Hauptstraße 45 Lage            | 1575                                   | Winkelbau, teilweise Zierfachwerk, bezeichnet 1575; straßenbildprägend | BW                             |
| Hofanlage                         | Hauptstraße 50 Lage            | zweite Hälfte des 18. Jahrhunderts     | Dreiseithof; eingeschossiger Krüppelwalmdachbau, zweite Hälfte des 18. Jahrhunderts, Krüppelwalmdach-Scheune; Wirtschaftsbau spätes 19. Jahrhundert | BW                             |
| Hofanlage                         | Hauptstraße 51 Lage            | 18. Jahrhundert                        | Winzerhof, stattliche Anlage, 18. Jahrhundert; zweieinhalbgeschossiger Torhausbau mit Krüppelwalmdach, wohl drittes Drittel des 18. Jahrhunderts; kreuzgewölbter Stall über Säulen, 1845, Bruchsteinscheune bezeichnet 1743, mit 1613 bezeichneter Spolie; tonnengewölbter Keller im Garten bezeichnet 1729; straßenbildprägend | BW                             |
| Hofanlage                         | Hauptstraße 55 Lage            | ab 1598                                | Hofanlage; stattlicher Walmdachbau 18. Jahrhundert, zweiteilige Toranlage bezeichnet 1598, Scheunenkeller bezeichnet 1601 | BW                             |
| Hofanlage                         | Hauptstraße 57 Lage            | frühes 17. Jahrhundert                 | Hofanlage, frühes 17. Jahrhundert, in den 1980er Jahren grundlegende Wiederherstellung; aufwändiger Torhaus-Eckbau, bezeichnet 1612, reiches Fachwerkgeschoss, bezeichnet 1616, offene Fachwerklaube, 18. Jahrhundert, hofseitiges Portal bezeichnet 1625; in der Torfahrt mit 1724 bezeichnetes Portal, im Hof eingemauerte Spolie, bezeichnet 1604; zweischiffiger Stall über Säulen, bezeichnet 1721, Scheunenkeller bezeichnet 1787; am Stallanbau Spolien, bezeichnet 1564 und 1725 | BW                             |
| Hofanlage                         | Hauptstraße 59 Lage            | spätes 16. Jahrhundert                 | Hofanlage, spätes 16. Jahrhundert; Wohnhaus mit Zierfachwerk, bezeichnet 1596, Umbau bezeichnet 1731, Hoftor bezeichnet 1600; Ziehbrunnenschacht, Geheimkammer | BW                             |
| Hofanlage                         | Hauptstraße 65 Lage            | frühes 17. Jahrhundert                 | Dreiseithof, frühes 17. Jahrhundert; Wohnhaus, teilweise Fachwerk, verputzt, Scheitelstein und Sturz der ehemaligen Toranlage, beide bezeichnet 1605 | BW                             |
| Hofanlage                         | Hauptstraße 67 Lage            | 18. und 19. Jahrhundert                | Winzerhof, Dreiseithof, 18. und 19. Jahrhundert; Krüppelwalmdachbau mit Laube, bezeichnet 1807, im Kern älter, Kelterhaus bezeichnet 1708, Hoftor bezeichnet 1809; straßenbildprägend | BW                             |
| Katholische Pfarrkirche St. Jakob | Hauptstraße 69 Lage            | 1711                                   | ehemalige lutherische Pfarrkirche; Saalbau mit geschweiftem Giebel, bezeichnet 1711, Dachreiter 1787; Ausstattung der alten Pfarrkirche | weitere Bilder Fotos hochladen |
| Bachlauf                          | Kändelgasse Lage               | 19. Jahrhundert                        | Bachlauf des Eckbachs mit Brünnchen, Teile der Bruchstein- bzw. Sandsteinquadermauer, Treppenstufen bei Nr. 6, 15, 33 und gegenüber Nr. 28, Bogenbrücken, gusseisernes Pumpbrünnchen, 19. Jahrhundert | BW                             |
| Türblatt                          | Kändelgasse, an Nr. 1 Lage     | erste Hälfte des 19. Jahrhunderts      | Türblatt, klassizistische und neugotische Motive, erste Hälfte des 19. Jahrhunderts | BW                             |
| Hofanlage                         | Kändelgasse 4 Lage             | frühes 19. Jahrhundert                 | Hofanlage; Krüppelwalmdachbau, frühes 19. Jahrhundert, Hoftor 17. Jahrhundert | BW                             |
| Dorfmühle                         | Kändelgasse 15 Lage            | 17. Jahrhundert                        | Walmdachbau, reiches Fachwerkobergeschoss mit Galerie, 17. Jahrhundert, anschließend Krüppelwalmdachbau, im Kern spätgotisch und Renaissance, 1602, Ausbauten im 18. und frühen 19. Jahrhundert; Spolien, bezeichnet 1698 | Fotos hochladen                |
| Wohnhaus                          | Kändelgasse 18 Lage            | 18. Jahrhundert                        | straßenbildprägender spätbarocker Putzbau, teilweise Fachwerk, 18. Jahrhundert, eineinhalbgeschossige Erweiterung aus der zweiten Hälfte des 19. Jahrhunderts, Hoftor bezeichnet 1717; rückwärtig unter Neubau Kellerabgänge, bezeichnet 1745 und 1705 (renoviert); zum Garten Reste einer Renaissancepforte | BW                             |
| Spolie                            | Kändelgasse 23 Lage            | 1616                                   | ehemaliger Türsturz, bezeichnet 1616 | BW                             |
| Hofanlage                         | Kändelgasse 28 Lage            | frühes 17. Jahrhundert                 | Dreiseithof, frühes 17. Jahrhundert; Krüppelwalmdachbau, teilweise Zierfachwerk, Renaissance-Hoftor bezeichnet 1614, in der Scheune Kellerabgang bezeichnet 1601 | BW                             |
| Hoftor                            | Kändelgasse, an Nr. 32 Lage    | 1744                                   | Hoftor, spätbarock, bezeichnet 1744 | BW                             |
| Hofanlage                         | Kändelgasse 34 Lage            | 1772                                   | stattliche Hofanlage; spätbarocker Torhausbau mit Walmdach, bezeichnet 1772 | BW                             |
| Rheinmühle                        | Kändelgasse 35 Lage            | um 1800                                | stattlicher Baukomplex, um 1800 mit älteren Teilen; Toranlage, bezeichnet 1804 und 1789; Torbau, bezeichnet 1806 und 1760; Kellerabgang bezeichnet 1616; kreuzgewölbter Keller über Säulen; zweiteiliges Wohnhaus | BW                             |
| Brunnen                           | Kändelgasse, neben Nr. 40 Lage | 16. Jahrhundert                        | Brunnenanlage, Brunnenstube 16. Jahrhundert, in der Rückwand Brunnenstock, wohl um 1800 | BW                             |
| Papierfabrik                      | Kändelgasse 45 Lage            | 1852/61                                | ehemalige Papierfabrik; ausgedehntes Mühlenanwesen; Wohnhaus und ehemalige Papiermühlengebäude spätklassizistisch, 1852/61 | Fotos hochladen                |
| Heckmühle                         | Laumersheimer Straße 7 Lage    | frühes 19. Jahrhundert                 | stattliche Mühlenanlage, frühes 19. Jahrhundert; zweieinhalbgeschossiger Putzbau, bezeichnet 1806, Hoftor bezeichnet 1806 | BW                             |
| Pappelmühle                       | Mühlweg 5 Lage                 | Mitte des 19. Jahrhunderts             | stattliche Hofanlage, Mitte des 19. Jahrhunderts mit älteren Teilen; Torhaus bezeichnet 1867, Wirtschaftsflügel mit älterem Kellerabgang, bezeichnet 1685, Hauptgebäude 1863, Maschinenhaus vor 1900 | BW                             |
| Torfahrt                          | Simonsgasse, an Nr. 1 Lage     | 1601                                   | Renaissance-Torfahrt, bezeichnet 1601; im Hof Portal, bezeichnet 1599 | BW                             |
| Kellergebäude                     | Simonsgasse, zu Nr. 6 Lage     | 1594                                   | Kellergebäude, Bruchsteinbau mit Krüppelwalmdach, bezeichnet 1594 und 1775, 1797 (Umbauten); seitlich des Wohnhauses Rest eines reliefierten Torpfeilers, um 1600 | BW                             |